# Standard Dynamic Range
SDR (abréviation du terme Standard Dynamic Range signifiant plage dynamique standard) désigne un format numérique de vidéo dont la caractéristique principale est de posséder la plage dynamique des images/rendus/vidéos utilisant une courbe gamma classique. La courbe gamma se base sur les caractéristiques et limites du tube cathodique (CRT) qui autorise un maximum de luminance de 100 cd/m2,. Les premiers téléviseurs à tube cathodique ont été fabriqués en 1934, et les premières télévisions à tube cathodique couleur ont été fabriquées en 1954,.

## Détails techniques
La plage dynamique qui peut être perçue par l'œil humain en une seule image est d'environ 14 indices de lumination. Les vidéos SDR avec la courbe gamma classique et d'une profondeur de couleur de 8 bits par échantillon ont une dynamique d'environ 6 indices de lumination. Les vidéos SDR professionnelles avec une profondeur de 10 bits par échantillon ont une dynamique d'environ 10 indices de lumination. La courbe gamma conventionnelle inclut le Rec. 601 et le Rec. 709. La portion linéaire de courbe gamma classique a été utilisé pour limiter le bruit des caméras dans les vidéos de faible luminosité mais cela n'est plus utile grâce à l'amélioration de la plage dynamique des caméras. Un exemple de courbe gamma classique serait le Rec. 601:
{\displaystyle E={\begin{cases}4{,}500\;L&L<0{,}018\\1{,}099\;L^{0{,}45}-0{,}099&L\geq 0{,}018\end{cases}}}

## Limitations
Bien que les courbes gamma classiques soient utiles pour les vidéos de faible luminosité et sont compatibles avec les écrans CRT, elles ont une plage dynamique limitée,. Une fonction de transfert qui est plus proche de la loi de Weber offre une plus grande plage dynamique pour la même profondeur que la courbe gamma conventionnelle . L'utilisation d'une autre fonction de transfert permet aux normes HDR telles que l'Hybrid Log-Gamma (en) (HLG) et le SMPTE ST 2084 d'offrir une plus grande plage dynamique,. Le HLG est compatible avec les écrans et moniteurs SDR.